# Nezarini
Tribu
Les Nezarini  sont une tribu d'insectes du sous-ordre des hétéroptères (punaises).

## Systématique
La tribu des Nezarini a été décrite pour la première fois par l'entomologiste irlandais Edwin Felix Thomas Atkinson (en) en 1888, sous le nom de Nezaria. Atkinson y place les genres Acrosternum et Nezara. Les Nezarini regroupent désormais 26 genres et 272 espèces.

## Liste des genres
- Acrosternum Fieber, 1860
- Acrozangis Breddin, 1900
- Aesula Stål, 1876
- Aethemenes Stål, 1876
- Alciphron Stål, 1876
- Amblybelus Montrouzier, 1864
- Brachynema Mulsant & Rey, 1852
- Cellobius Jakovlev, 1885
- Chalazonotum Ribes & Schmitz, 1992
- Chinavia Orian, 1965
- Chlorochroa Stål, 1872
- Chroantha Stål, 1872
- Glaucias Kirkaldy, 1908
- Kurumana Linnavuori, 1972
- Liodermion Kirkaldy, 1904
- Neoacrosternum Day, 1965
- Nezara Amyot & Audinet-Serville, 1843
- Palomena Mulsant & Rey, 1866
- Parachinavia Roche, 1977
- Pseudoacrosternum Day, 1965
- Roferta Rolston, 1981

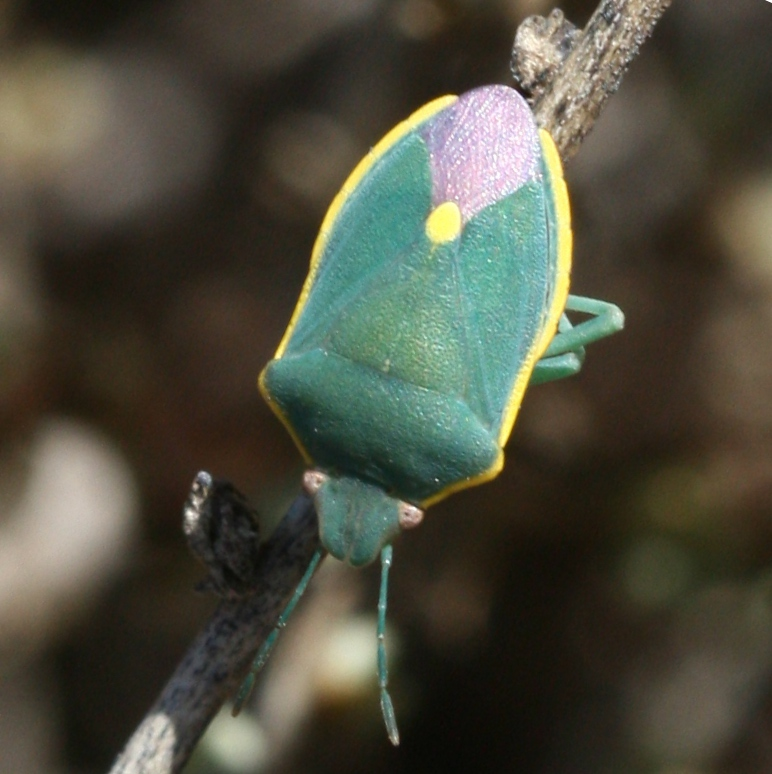
Brachynema cinctum (Îles Canaries).
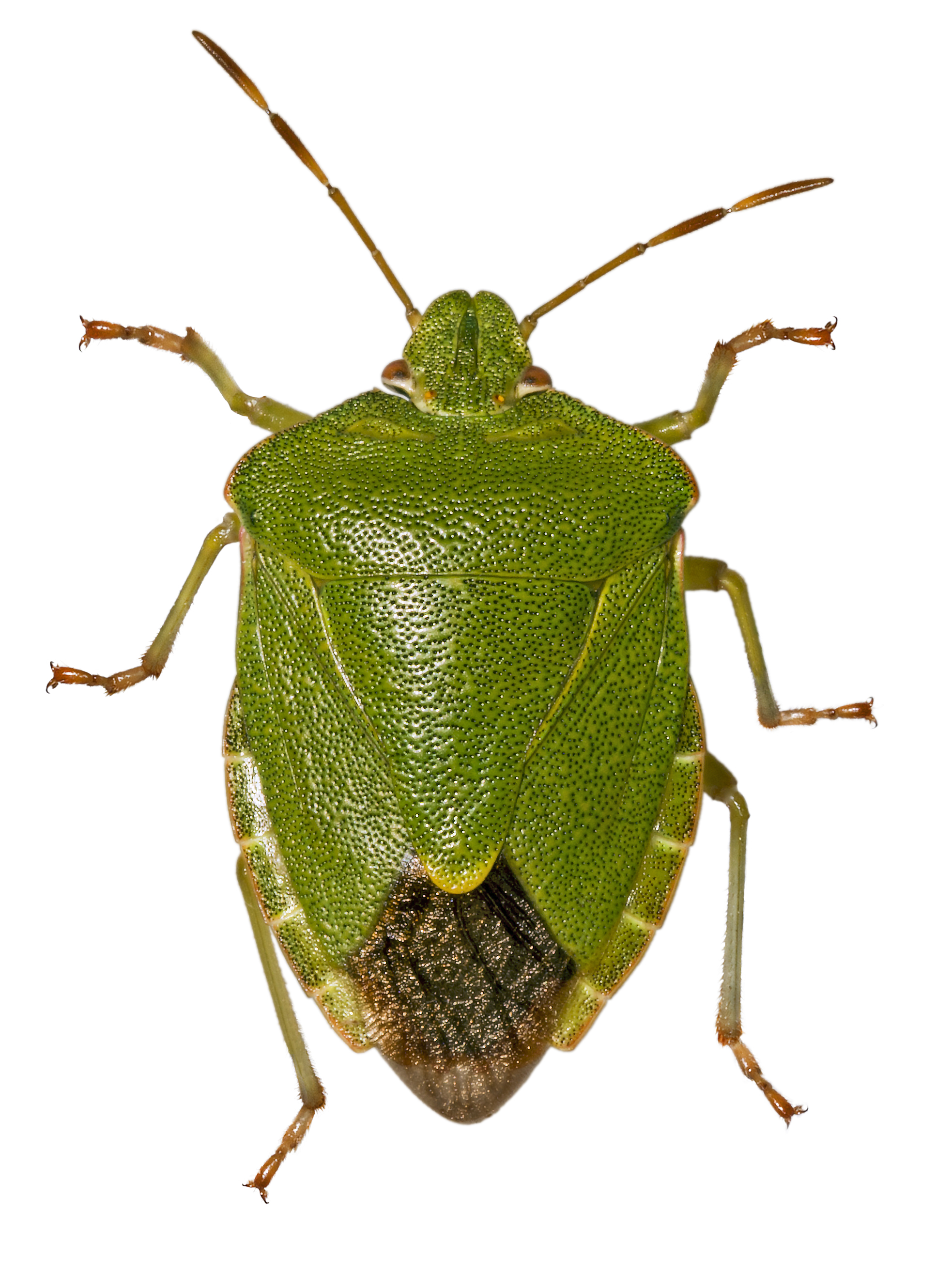
Palomena prasina.
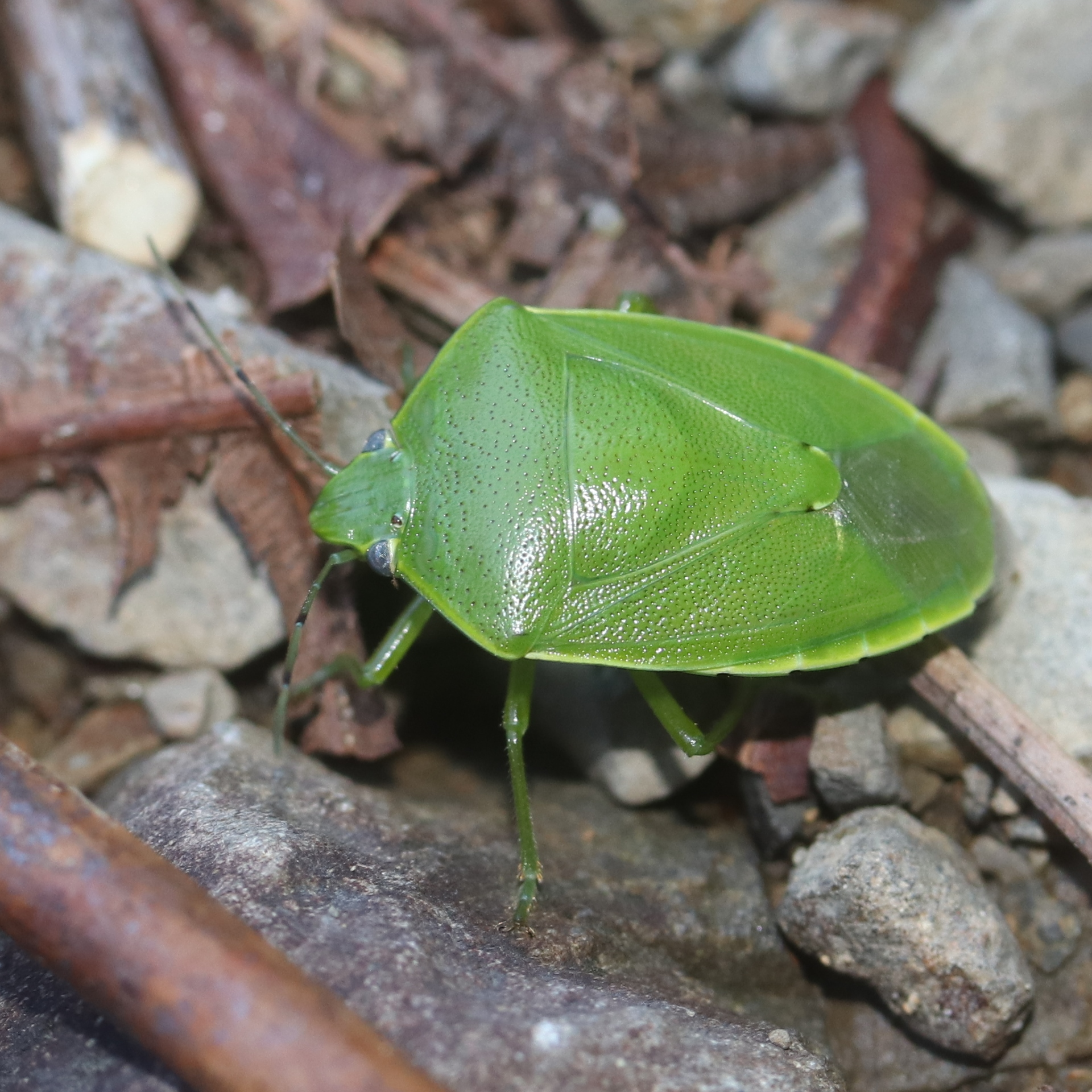
Glaucias subpunctatus (Japon).
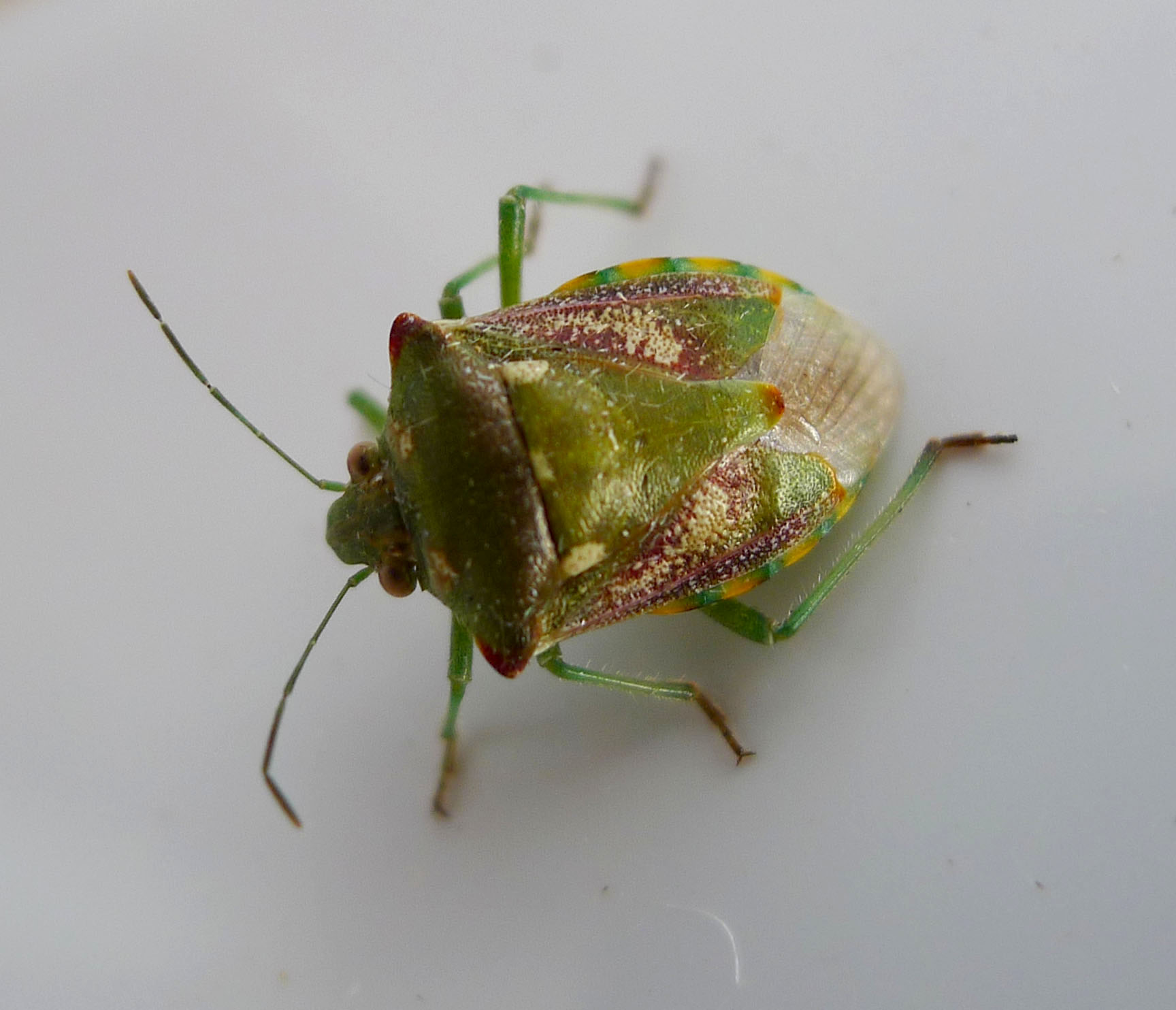
Chroantha ornatula (Espagne).
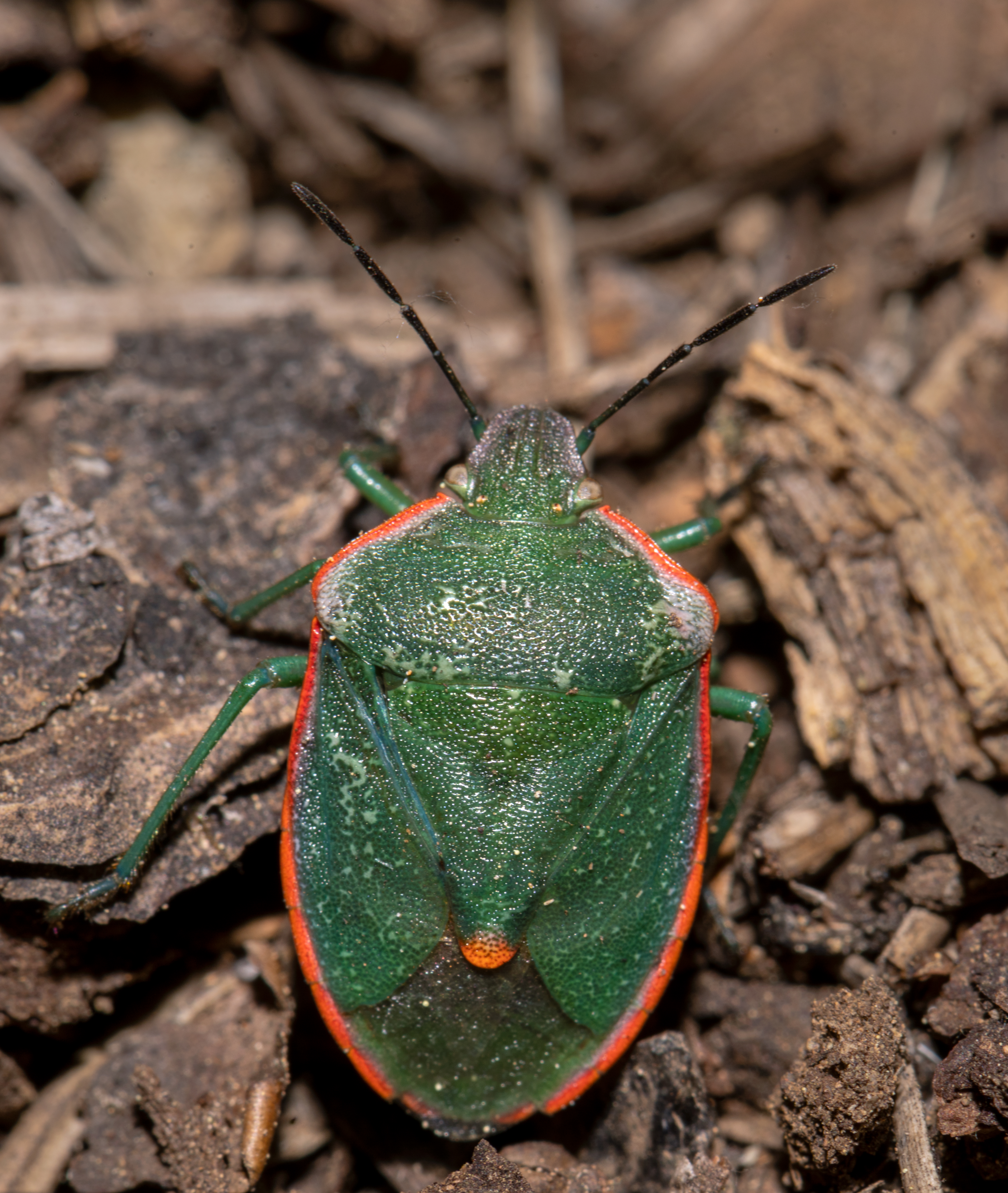
Chlorochroa sayi (Californie, USA).
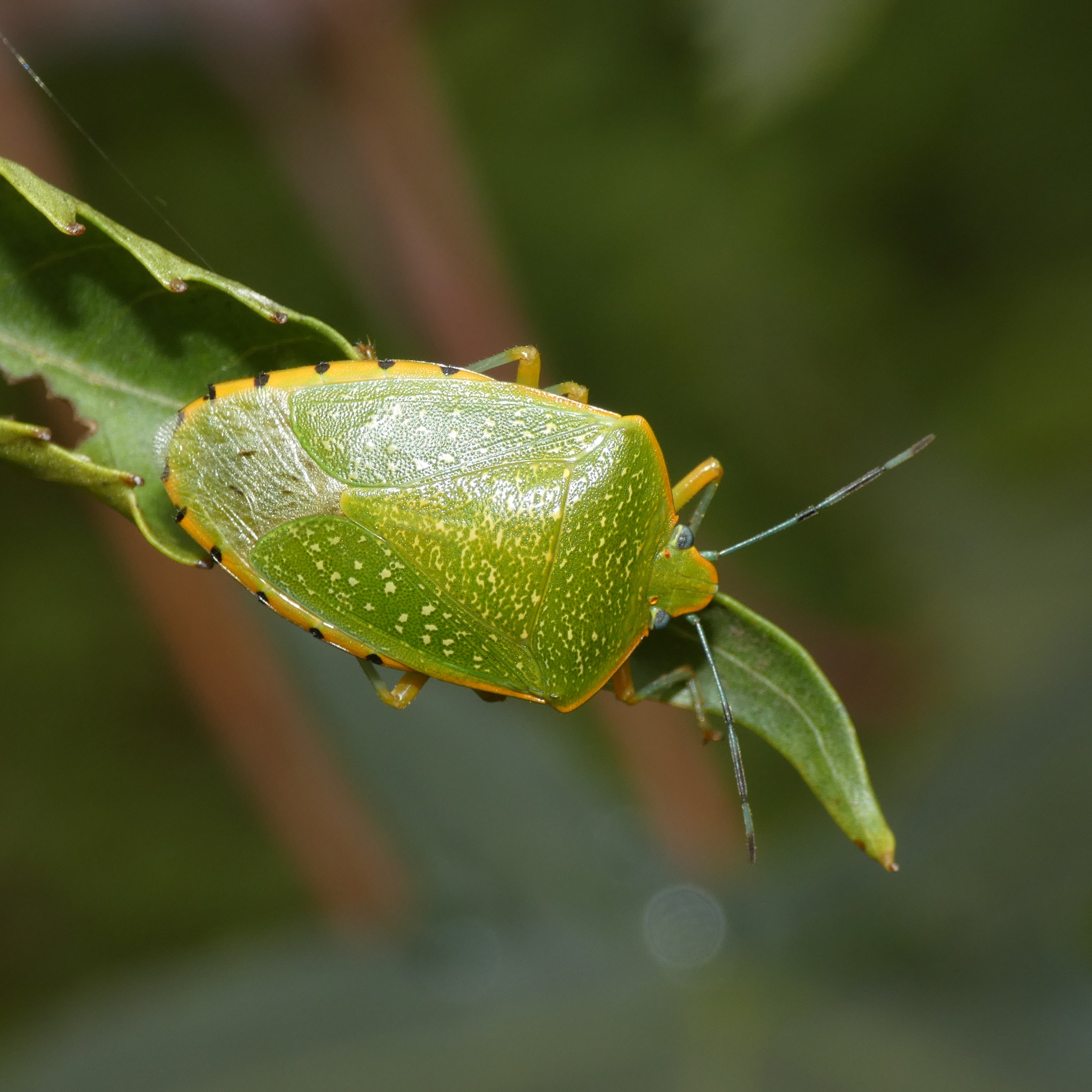
Chinavia pallidoconspersa (Zimbabwe).